# Лансдоу (фрегат)
«Лансдоу» (до приобретения и включения в состав Российского императорского флота «Норис») — парусный фрегат Балтийского флота Российской империи, приобретённый в Англии в 1713 году, участник Северной войны.

## Описание судна
Парусный деревянный фрегат, длина судна составляла 32,6 метра, ширина — 9,1 метра, а осадка 3,8 метра. Вооружение судна состояло из 32-х восьмифунтовых орудий.

## История службы

### До включения в состав Российского императорского флота
Корабль был французским капером, чьё название неизвестно. Захвачен эскадрой английского адмирала Нориса, введён в состав Королевского Флота Англии.

### В составе Российского императорского флота
Фрегат «Лансдоу» был куплен в марте 1711 года Ф. С. Салтыковым в Англии и был включён в состав Балтийского флота России. 21 июня (2 июля) 1713 года фрегат пришёл в Ревель, а 25 июля (5 августа) — к Кроншлоту.
Принимал участие в Северной войне 1700—1721 годов. В 1714 и 1715 годах в составе эскадр кораблей Балтийского флота принимал участие в крейсерских плаваниях в Финском заливе, в том числе 29 мая (9 июня) 1715 года участвовал в перестрелке с подошедшими к Ревелю шведскими судами.
В кампанию 1716 года в составе эскадры капитан-командора П. И. Сиверса покинул Ревель и 19 (30) июля прибыл в Копенгаген. С 5 (16) по 14 (25) августа августа в составе объединённого русско-датско-голландско-английского флота выходил в плавание в Балтийское море к острову Борнхольм, после чего вернулся в Копенгаген. 14 (25) октября фрегат вышел из Копенгагена и взял курс на Ревель. 19 (30) октября между островами Готланд и Даго захватил 6-пушечный шведский капер, а 19 октября (5 ноября) прибыл в Ревель.
С апреля по сентябрь 1717 года совершил плавание в Копенгаген. В кампании 1718 и 1719 годов находился в составе эскадры, выходившей в крейсерские плавания в Балтийском море в район Данцига для поиска каперов, при этом 5 (16) сентября 1718 захватил и привёл в Ревель, следовавшую из Стокгольма в Кёнигсберг шведскую шняву «Евва-Катерина». 13 (24) апреля 1720 года был отправлен из Ревеля на поиск шведских судов, однако не обнаружив их, прибыл в Копенгаген. Находился в Копенгагене до конца лета, а в сентябре вернулся в Ревель. В кампанию следующего 1721 года выходил в крейсерские плавания в Финский залив в составе эскадры, а также сопровождал линейный корабль «Ингерманланд», совершивший плавание под флагом Петра I из Ревеля в залив Рогервик. В 1723 и 1724 годах выходил в практические плавания в Финский залив в составе эскадр кораблей Балтийского флота.
По окончании службы в 1725 году фрегат «Лансдоу» был разобран.

## Командиры
Командирами фрегата «Лансдоу» в составе Российского императорского флота в разное время служили:
- П. Нильсон (1713 год);
- X. Гаук (1714—1715 годы);
- П. Небель (1716 год);
- В. Батинг (1717 год);
- П. Трезель (1718—1719 годы);
- П. Бенс (1720 год);
- Я. Сорокольд (1721 год).

### Комментарии
1. ↑  107 футов[1].
2. ↑  29 футов 10 дюймов[1].
3. ↑  12 футов 6 дюймов[1].
4. ↑  Впоследствии вошла в состав Балтийского флота под прежним наименованием[4].
5. ↑  По другим данным после 1725 года[6][3].